# Marija Gabriel
Marija Gabriel, bolgarska političarka in evropska komisarka, * 20. maj 1979, Goce Delčev, Bolgarija
Je bolgarska političarka in članica stranke GERB. Med decembrom 2019 in majem 2023 je bila evropska komisarka za izobraževanje, kulturo, mladino in šport. Med letoma 2009 in 2017 je bila poslanka Evropskega parlamenta. V Evropskem parlamentu je bila podpredsednica skupine Evropske ljudske stranke (EPP), podpredsednica EPP Women in vodja bolgarske delegacije EPP. 
V Evropsko komisijo je bila prvič imenovana leta 2017 kot evropska komisarka za digitalno gospodarstvo in družbo, da bi zapolnila mesto, ki je ostalo prazno zaradi odhoda Kristaline Georgieve. 22. maja 2023 se je koalicija GERB in Nadaljujemo s spremembami – Demokratična Bolgarija (PP-DB) dogovorila o oblikovanju vlade z dvema izmenjujočima se predsednikoma vlad, Nikolajem Denkovim in Gabrielovo. Gabrielova je sprva postala ministrica za zunanje zadeve, med oblikovanjem nove koalicije, ki bi jo vodila, pa je prišlo do večjih nestrinjanj koalicijskih partnerjev, zato so pogajanja propadla.

## Galerija
- Neformalno srečanje ministrov za konkurenčnost in telekomunikacije (COMPET).
- S predsednikom Evropske komisije Jeanom-Claudom Junckerjem.
- Med zaslišanjem za evropsko komisarko leta 2019.